# Liste der Bodendenkmale im Landkreis Jerichower Land

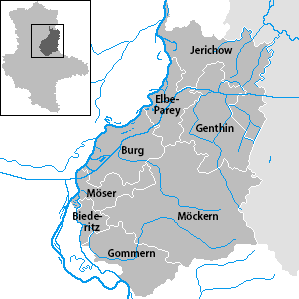
Karte des Landkreises Jerichower Land

In der Liste der Bodendenkmale im Landkreis Jerichower Land sind die Bodendenkmale im Landkreis Jerichower Land aufgeführt. Grundlage der Einzellisten sind die in den jeweiligen Listen angegebenen Quellen.
Diese Liste ist eine Teilliste der Liste der Bodendenkmale in Sachsen-Anhalt.
Die Kulturdenkmale sind in der Liste der Kulturdenkmale im Landkreis Jerichower Land erfasst.

## Aufteilung
Wegen der großen Anzahl von Bodendenkmalen im Landkreis Jerichower Land ist diese Liste in Teillisten nach den Städten und Gemeinden aufgeteilt.
| Gemeinde/ Stadt      | Bodendenkmalliste                               | Wappen | Lage | Bild eines Bodendenkmals |
| -------------------- | ----------------------------------------------- | ------ | ---- | ------------------------ |
| Biederitz            | Liste der Bodendenkmale in Biederitz            |        |      |                          |
| Burg (bei Magdeburg) | Liste der Bodendenkmale in Burg (bei Magdeburg) |        |      |                          |
| Elbe-Parey           | Liste der Bodendenkmale in Elbe-Parey           |        |      |                          |
| Genthin              | Liste der Bodendenkmale in Genthin              |        |      |                          |
| Gommern              | Liste der Bodendenkmale in Gommern              |        |      |                          |
| Jerichow             | Liste der Bodendenkmale in Jerichow             |        |      |                          |
| Möckern              | Liste der Bodendenkmale in Möckern              |        |      |                          |
| Möser                | Liste der Bodendenkmale in Möser                |        |      |                          |